# Anpassungstransformator
Ein Anpassungstransformator dient dazu, die Impedanz eines elektronischen Bauteiles (z. B. einer Antenne) an die Impedanz eines anderen (z. B. dem Sender) anzupassen. Man nennt es auch Impedanzanpassung. Wenn der Frequenzbereich (Bandbreite) relativ gering ist, werden vorzugsweise Resonanztransformatoren eingesetzt.
In der Antennentechnik übernimmt diese Aufgabe oft ein Balun.